# La tortura del silenzio
La tortura del silenzio (The Angry Silence) è un film del 1960 diretto da Guy Green.
Pellicola di produzione britannica che analizza le difficoltà della classe operaia e le contraddizioni all'interno delle lotte sindacali nell'Inghilterra tra gli anni '50 e '60.

## Trama
Tom Curtis è un operaio che ha appena saputo che sua moglie Anna, italiana, aspetta un figlio, il terzo. Al lavoro c'è fermento e l'arrivo di un'attivista sindacale, Travers, spinge il responsabile del sindacato della fabbrica, Bert Connolly ad inasprire improvvisamente la lotta, imponendo alla proprietà di accettare una serie di condizioni con la minaccia di uno sciopero.
La proprietà non si piega e gli operai, dopo una riunione controversa, votano per la linea dura. Tom, pressato più degli altri da esigenze economiche, era e resta contrario, mentre il suo amico Joe si astiene e non prende mai posizione, sembrando  più interessato a conquistare una delle belle impiegate della ditta, piuttosto che lottare per qualcosa.
Insieme a pochi altri colleghi, Tom, che non vuole perdere il salario, va a lavorare nonostante lo sciopero. La fabbrica, che in realtà neanche riattiva i costosi macchinari, appoggia l'iniziativa solo per spaccare il fronte sindacale. Per tutta risposta le abitazioni e i beni degli avventati crumiri cominciano ad essere oggetto di pesanti atti di vandalismo.
Tom è minacciato direttamente da Connolly e, dopo una tregua che permette di tornare al lavoro, subisce l'ostracismo dei colleghi. Lo stesso amico Joe non gli rivolge più la parola e la cosa fa trasalire anche Anna, fin a quel momento accomodante e perplessa sulla posizione scomoda del marito. 
Isolato da tutti, diventa un caso del quale si interessano anche i mezzi di informazione, ricevendo addirittura un'offerta di lavoro dall'Australia, ma ottenendo poca solidarietà da chi gli è vicino.
Connolly spinge perché sia licenziato ma, sorprendentemente, il responsabile della fabbrica Davis ne difende i diritti, nonostante la stessa proprietà voglia risolvere la cosa nella maniera più sbrigativa.
Infine Connolly indice addirittura uno sciopero perché Tom sia rimosso dal suo posto. L'uomo, dopo un'aggressione persino al piccolo figlio, va in crisi ma decide di non mollare, finché non subisce un brutale agguato a causa del quale perde un occhio.
L'amico Joe, stimolato dalla sensibilità di Pat, di cui si è innamorato, finalmente si ribella. Trova il responsabile del pestaggio dell'amico e lo porta alla riunione dei lavoratori dove, solo grazie all'appoggio di un capo del sindacato nazionale, appena giunto lì e contestato, riesce a far emergere la verità su Tom, denunciando la disumanità e la brutalità dei sindacalisti locali, a questo punto sconfitti.

## Accoglienza

### Critica
Il film, che pure ebbe dei riconoscimenti soprattutto per la sceneggiatura, fu molto criticato per la rappresentazione della classe operaia facilmente manipolabile da sindacalisti poco trasparenti e quasi incapace di reagire se non per impellenze economiche che superano le ragioni di rivendicazioni di diritti.

## Riconoscimenti
- 1960 - Festival internazionale del cinema di Berlino
  - Premio Fipresci
  - Premio OCIC
  - Candidatura all'Orso d'oro
  - Menzione d'onore della Jugendfilmpreis
- 1961 - Premio Oscar
  - Candidatura per la Migliore sceneggiatura originale a Richard Gregson, Bryan Forbes e Michael Craig
- 1961 - Premio BAFTA
  - Migliore sceneggiatura per un film britannico a Bryan Forbes
  - Candidatura al Miglior film britannico
  - Candidatura al Miglior film
  - Candidatura al Miglior attrice straniera a Pier Angeli